# Gymnasium Am Löhrtor
Das Gymnasium Am Löhrtor der Stadt Siegen (kurz: Löhrtor oder auch GAL) ist das älteste Gymnasium des Siegerlandes. Es wurde 1536 von dem lutherischen Theologen und Reformator Erasmus Sarcerius als Lateinschule gegründet. Bereits 1342 urkundlich erwähnt ist eine städtische Pfarrschule als Vorgängerinstitution. Das heutige Gebäude in der Nähe des historischen Löhrtors der Stadt Siegen wurde 1954 erbaut.

## Geschichte
Die Schule wurde von dem lutherischen Theologen und Reformator Erasmus Sarcerius gegründet; seitdem durchlief die Schule eine wechselvolle Geschichte, bis sie im 19. Jahrhundert nicht zuletzt aufgrund ihres naturwissenschaftlichen Schwerpunkts zu einer der bekanntesten Lehranstalten Westfalens aufstieg. Besonders unter Fabrikanten und Kaufleuten war diese Siegener Schule beliebt. Unter der Leitung von Wilhelm Tägert um die Jahrhundertwende steigerte die Schule ihre Schülerzahl auf über 400 und wurde offiziell Realgymnasium. Nach der Zerstörung Siegens im Jahre 1944 bezog das Gymnasium in den 1950er-Jahren einen Neubau in der Oranienstraße. Seit 2013 arbeitet das Gymnasium unter dem pädagogischen Leitmotto „aus Tradition mit Verantwortung in deine Zukunft“.

## Auszeichnungen
Das Gymnasium wurde am 16. Dezember 2009 als 156. Schule in NRW mit dem Zertifikat Schule ohne Rassismus – Schule mit Courage im Rahmen einer Schülervollversammlung ausgezeichnet.

## Unterrichtskonzept
Das Gymnasium unterrichtet in einem 60-Minuten-Modell. Dadurch endet der Unterricht in den Stufen 5 bis 9 bereits mittags. So bleibt nachmittags Zeit für schulische Angebote und außerschulische Aktivitäten.

## Wettbewerbe/Förderung
Die Schule bietet den Schülerinnen und Schülern die Teilnahme an folgenden Wettbewerben:
- Deutsche Mathematik-Olympiade
- Känguru der Mathematik
- Bundeswettbewerb Fremdsprachen
- Internationale Biologie-Olympiade
- Internationale Physikolympiade
- Rhetorik-Wettbewerb des Rotary Clubs
- Vorlesewettbewerb

## Kooperationen
Die Schule pflegt diverse Kooperationen mit Partnern aus der Region:
- Agentur für Arbeit
- Fechtabteilung des TV Jahn 1879 e. V. Siegen
- Fritz-Busch-Musikschule der Stadt Siegen
- Gymnasien in Neunkirchen und Kreuztal sowie Freien Christlichen Schulen in Siegen
- Museum für Gegenwartskunst (Siegen)
- Netzwerk Ess-Störungen Siegen-Wittgenstein (LaVie)
- Netzwerk „Zukunftsschule NRW“
- Rotary
- Siegenia-Aubi
- Stadtarchiv der Stadt Siegen
- Sparkasse Siegen
- Südwestfälische Freilichtbühne Freudenberg
- Universität Siegen (MINToringSi)

## Bekannte Absolventen
(Folgende Persönlichkeiten haben ihre Allgemeine Hochschulreife am Gymnasium Am Löhrtor erlangt. Die Auflistung erfolgt chronologisch nach Geburtsjahr. Ob sie ihren späteren Wirkungskreis in Siegen hatten oder nicht, ist dabei unerheblich)
- Tilemann Stella (1525–1589), deutscher Renaissance-Gelehrter
- Johannes Flender (1653–1724), deutscher Philosoph und Autor
- Johann Eberhard Rau (1695–1770), Theologe und Rektor der Hohen Schule Herborn
- Johann Franz Coing (1725–1792), Theologe und Hochschullehrer an der Universität Marburg
- Friedrich Adolph Wilhelm Diesterweg (1790–1866), deutscher Pädagoge
- Jakob Hermann Daub (1805–1847), deutscher Theologe und Autor christlicher Erbauungsliteratur
- Justus Wilhelm Oechelhaeuser sen. (1820–1902), Geheimer Kommerzienrat und Bürgermeister der Stadt Mülheim an der Ruhr, Generaldirektor der Deutschen Continental-Gas-Gesellschaft (Contigas) in Dessau, Gründer der Deutschen Shakespeare-Gesellschaft
- Adolf Kreutz (1822–1895), Unternehmer und Mitglied des Deutschen Reichstags und Gründer der Charlottenhütte in Niederschelden
- Carl Koch (1827–1882), Naturforscher und königlich-preußischer Landesgeologe
- Heinrich Adolf Dresler (1835–1929), Industrieller und Mitglied des Deutschen Reichstags
- Eduard Klein (1837–1901), Bergwerksdirektor und Mitglied des Deutschen Reichstags
- Hermann Müllensiefen (1837–1897), Fabrikant und Mitglied des Deutschen Reichstags
- Louis Ernst (1839–1900), Mitglied des Deutschen Reichstags
- Heinrich Kraemer (1842–1907), Bürgermeister und Mitglied des Deutschen Reichstags
- Heinrich Macco (1843–1920), deutscher Ingenieur, industrieller Verbandsvertreter und nationalliberaler Politiker
- Heinrich Ludwig Boerner (1846–1916), deutscher Pädagoge
- Ewald Heinrich Rübsaamen (1857–1919), deutscher Naturwissenschaftler
- Friedrich Flick (1883–1972), deutscher Unternehmer
- Fritz Busch (1890–1951), deutscher Dirigent
- Richard Schatzki (1901–1992), deutsch-amerikanischer Röntgenologe
- Helmut Stief (1906–1977), Stenograf und Erfinder des Stenografiesystems Stiefografie
- Walter Thomas (1908–1970), Dramaturg, Theaterdirektor, Autor und Kulturfunktionär
- Wolfgang Kreutter (1924–1989), Bildhauer
- Horst Bollmann (1925–2014), deutscher Schauspieler
- Friedemann Keßler (1928–1985), deutscher Kommunalpolitiker und Oberbürgermeister von Siegen
- Karl Kaiser (* 1934), deutscher Politikwissenschaftler
- Eckhard Schleifenbaum (1939–1981), deutscher Politiker (FDP) und Unternehmer
- Uwe Pieper (1940–2019), deutscher Künstler
- Wulf Schiefenhövel (* 1943), Mediziner, Anthropologe und Humanethologe
- Reinhard Birkenstock (1944–2018), Strafverteidiger
- Eberhard Winterhager (* 1943), langjähriger Chefredakteur der Siegener Zeitung
- Jörg van Essen (* 1947), Staatsanwalt und Politiker (FDP), Mitglied des Deutschen Bundestages
- Christoph Bode (* 1952), Anglist und Amerikanist
- Reinhard Dietze (1954–2007), Sportlehrer, Kunstturner und Einradfahrer sowie Olympiateilnehmer
- Walter Rosenthal (* 1954), Arzt und Pharmakologe, ehemaliger wissenschaftlicher Direktor des Max-Delbrück-Centrums für Molekulare Medizin in Berlin-Buch, Präsident der Friedrich-Schiller-Universität Jena
- Manfred Engelmann (1956–2023), Magister und Bundeskulturreferent der Landsmannschaft der Banater Schwaben
- Burkhard Jung (* 1958), Politiker (SPD) und Oberbürgermeister von Leipzig
- Steffen Mues (* 1965), Politiker (CDU) und Bürgermeister von Siegen
- Gereon Klug (* 1969), Journalist und Tourmanager
- Dirk Bingener (* 1972), römisch-katholischer Priester, Präsident von missio Aachen sowie Präsident des Kindermissionswerks „Die Sternsinger“

## Persönlichkeiten, die vor Ort gewirkt haben
(Folgende Persönlichkeiten sind oder waren in irgendeiner Weise mit dem Gymnasium am Löhrtor verbunden. Die Auflistung erfolgt chronologisch nach Geburtsjahr.)
- Erasmus Sarcerius (1501–1559), lutherischer Theologe und Reformator
- Johannes Piscator (1546–1625), reformierter Theologe und Bibelübersetzer
- Justus Henricus Heidfeldt (1606–1667), Pädagoge und Diplomat
- Heinrich Adolph Grimm (1747–1813), Theologe und Orientalist
- Gustav Eskuche (1865–1917), Pädagoge, Gymnasialdirektor, Schriftsteller und Volksliedsammler
- Karl Bösch (1883–1952), Zeichenlehrer